# Apotropina nagatomii
Apotropina nagatomii är en tvåvingeart som beskrevs av Yang, Yang och Kanmiya 1993. Apotropina nagatomii ingår i släktet Apotropina och familjen fritflugor.
Artens utbredningsområde är Yunnan (Kina). Inga underarter finns listade i Catalogue of Life.